# Pyrgulopsis pisteri
Pyrgulopsis pisteri es una especie de molusco gasterópodo de la familia Hydrobiidae en el orden de los Mesogastropoda.

## Distribución geográfica
Es endémica de Nevada.